# Gonzalo Torrente Malvido
Gonzalo Torrente Malvido (Ferrol, La Coruña, 4 de abril de 1935 - Madrid, 26 de diciembre de 2011) fue un escritor, traductor y guionista cinematográfico español.

## Biografía
Era el segundo hijo, y el mayor entre los varones, del escritor Gonzalo Torrente Ballester y de su primera esposa, Josefina Malvido Lorenzo.
En su infancia llegó a conocer  a Álvaro Cunqueiro. Se licenció en Filología hispánica y siguió una vida bohemia de escritor maldito, disoluto y mujeriego y, enemigo del divismo, sostuvo algunas polémicas sonadas con Francisco Umbral y Arturo Pérez Reverte. Frecuentó las tertulias del Café Gijón y el pub Bukowski y fue muy amigo de Fernando Sánchez Dragó y, en Cádiz, donde iba frecuentemente, de Camarón de la Isla. 
Se le deben La muerte dormida (1963) y La raya (Premio Café Gijón 1963). Tiempo Provisional fue Premio Sésamo 1968, pero no pudo recogerlo ya que estaba en la cárcel por un delito común (uso público de nombre supuesto o suplantación de personalidad). Cultivó en especial la novela negra o policíaca, a que era muy aficionado, puesto que tradujo del francés casi todo el ciclo del comisario Maigret de Georges Simenon; en este género destacan Introducción al crimen de la Herradura (1985) y Teorema del mal (1986). Otras obras suyas son Cuentos de la mala vida (1980) y la recopilación de sus relatos Doce cuentos ejemplares (1996), publicada tras largo silencio narrativo, entre otras muchas obras. Tradujo además diversos libros de historia universal y fue finalista del Premio Nadal en 1960 con Hombres varados, visión realista de la juventud española de posguerra estragada sobre un fondo de playa mediterránea. En 1991 recibió ex aequo con Juan Potau el premio Goya al mejor guion adaptado por El rey pasmado, película dirigida por Imanol Uribe e inspirada en la novela homónima de su padre Gonzalo Torrente Ballester Crónica del rey pasmado. Gran conocedor de la obra paterna, que inspiró la suya, escribió asimismo la biografía Torrente Ballester, mi padre (1990). En sus últimos años se dedicó a ofrecer recitales de poesía en directo en locales madrileños, como el café-bar literario Bukowski Club.

## Obra literaria

### Ficción

#### Novela
- Hombres varados (Barcelona: Destino, 1960), finalista del Premio Nadal
- La Raya (Madrid, Ediciones Aula, 1963), Premio Café Gijón
- La balada de Juan Campos (Barcelona: Luis de Caralt, 1963)
- Tiempo provisional (Madrid: Alfaguara, 1968), Premio Sésamo 1969
- Sonata en muerte menor (Madrid: Penthalón, 1981)
- Introducción al crimen de la herradura (Madrid: Albia, 1985)
- Teorema del mal (Madrid: Ediciones Libertarias, 1986)

#### Cuento
- La muerte dormida y otras narraciones (Barcelona: Luis de Caralt, 1963)
- Cuentos de mala vida (Barcelona: La Gaya Ciencia, 1980)
- Cuentos recuperados de la papelera (Madrid: Libertarias-Prodhufi, 1986)
- Doce cuentos ejemplares (Madrid: Alfaguara, 1996), narración de unos encuentros con Camarón de la Isla y Rancapino[2]
- Puro cuento, Madrid: Amargord, 2005

### No ficción
- Apéndices a Baroja y su mundo: breve censo de personajes (Madrid: Imp. Benzal, 1962)
- Torrente Ballester, mi padre. La saga/fuga de Gonzalo Torrente Ballester (Madrid: Temas de Hoy, 1990)
- Escenas amatorias (Madrid: Temas de Hoy, 1992), selección, prólogo y derrotero erótico en la obra de Gonzalo Torrente Ballester